# Rita (hinduism)
Rita (sanskrit: ऋत, ṛta) är i de hinduiska vediska texterna liktydigt med moralisk eller kosmisk ordning. Ursprungligen användes ordet för att beteckna det sätt på vilket ett rituellt offer skulle genomföras. Ordet är avlägset besläktat med bland annat svenska ordet rätt.